# Entosthodon hungaricus
Entosthodon hungaricus là một loài Rêu trong họ Funariaceae. Loài này được (Boros) Loeske mô tả khoa học đầu tiên năm 1929.